# Reformierte Kirche Fideris

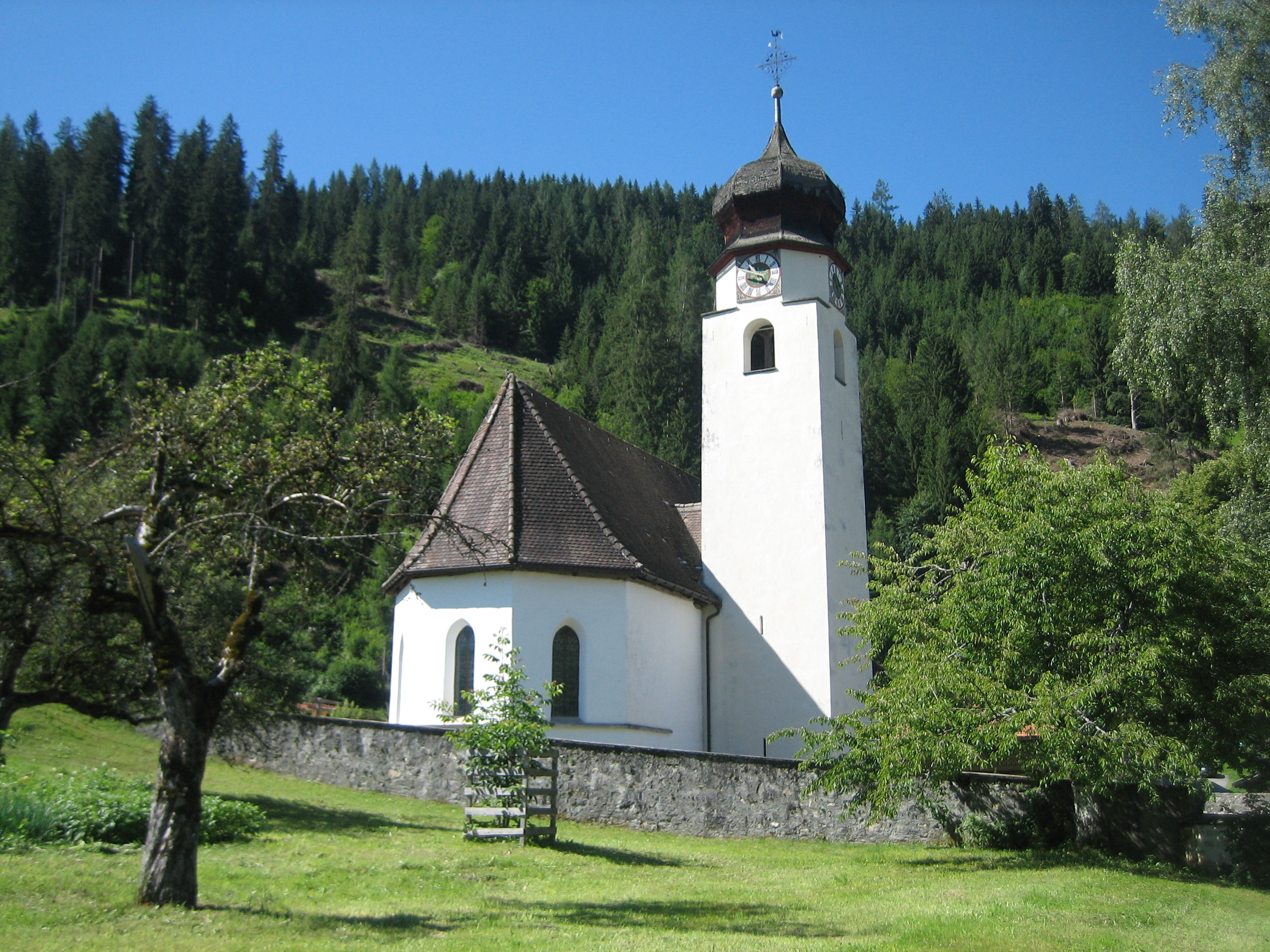
Reformierte Kirche in Fideris

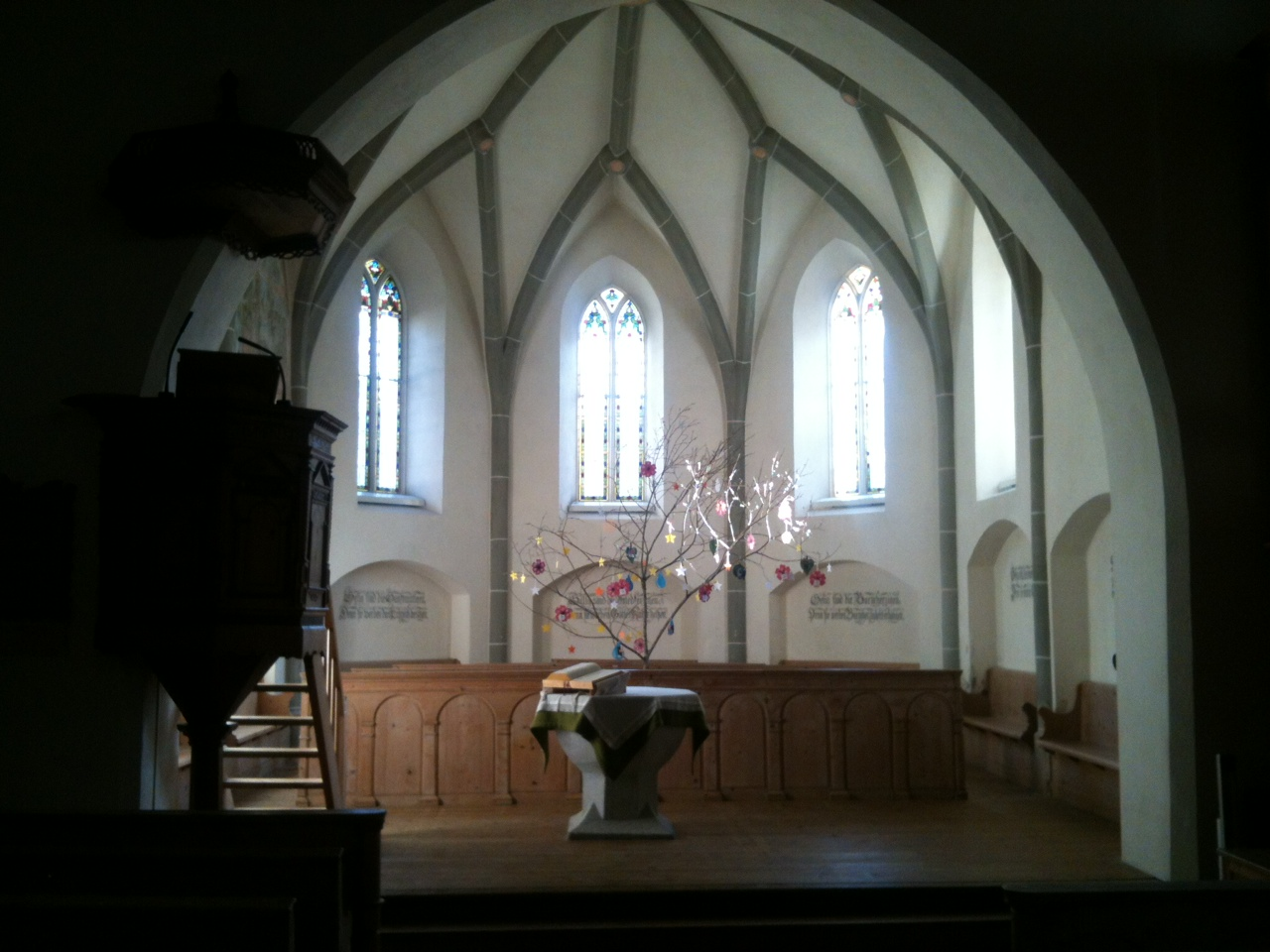
Chorraum

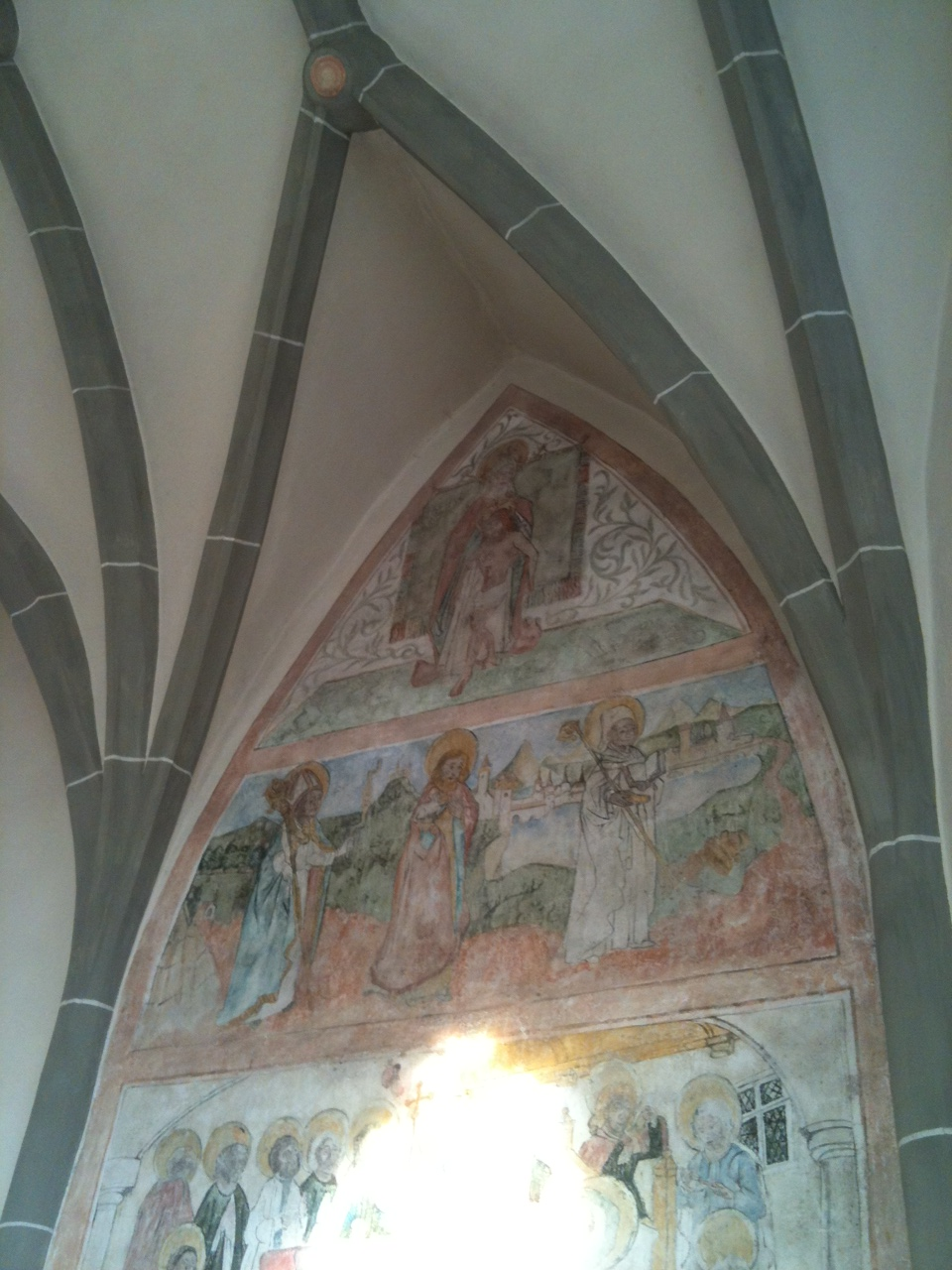
Wandmalerei

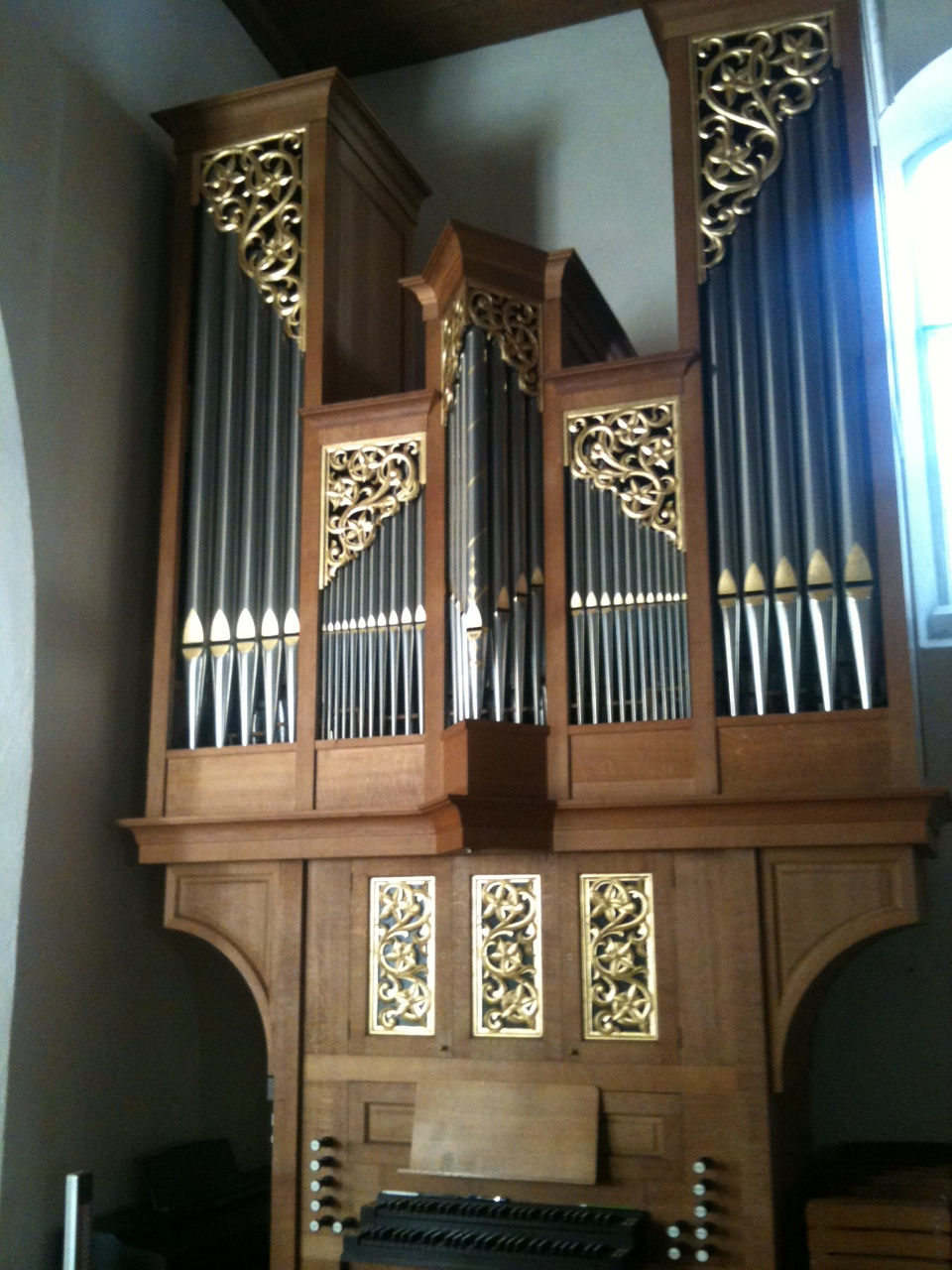
Orgel

Die reformierte Kirche in Fideris im Prättigau ist ein evangelisch-reformiertes Gotteshaus unter dem Denkmalschutz des Kantons Graubünden. Letztmals renoviert wurde sie 1977.

## Geschichte und Ausstattung
In vorreformatorischer Zeit 1461 wurde die heutige Kirche auf der Bausubstanz eines mittelalterlichen Gebäudes, das unter dem Patrozinium von St. Gallus stand, als spätgotischer Bau neu errichtet. Der Kirchturm mit vier eingeschossigen Glockenfenstern und Zwiebelhaube zeigt romanischen Stil. Er wurde 1738 ausgebaut und erhöht.

### Chor
Im mit Netzgewölbe überzogenem Chor findet sich Wandmalerei aus der Gründungszeit u. a. mit dem trinitarischen Motiv des Gnadenstuhls. Die Wandgemälde blieben in den Jahren der Einführung der Reformation in Fideris (1525–30) unangetastet. Erst in den Jahren der Bündner Wirren wurden sie übermalt, bis man sie 1938 teilweise wieder abdeckte und restaurierte. Auch der Taufstein, auf dem auch das Abendmahl gefeiert wird, stammt aus der Gründungszeit der Kirche.

### Kanzel
Die Kanzel hingegen datiert auf den Höhepunkt der Bündner Wirren 1628. Auf ihr finden sich zwei Inschriften:
- Oben: LUCERNA EST PEDIBUS MEIS ET LUMEN SEMITIS MEIS PSAL C XIX V CV ([Dein Wort] ist meinen Füssen Leuchte und ein Licht [auf] meinen Wegen. Psalm 119,105).
- Unten: BIN ICH ALT NOCH HAB ICH NIE VERNOMEN DAS DER IN GOT SEIN HOFNUNG STALT IN HUNGERS NOT SEI KOMEN PSAL 37.

### Orgel
Die heutige Orgel im Südwesten des Kirchenschiffs wurde 1970 eingebaut. Erste Orgel der Fideriser Kirche war ein 1808 installiertes Instruments, das damals auf der Empore eingebaut wurde, schon 1830 wegen häufiger Reparaturbedürftigkeit aber ausgetauscht werden musste.
Anlässlich der Renovation von 1938 wurde die erste mechanische Orgel in der Kirche eingesetzt, die bis 1970 in Betrieb war.

### Glocken
Im Kirchturm sind zwei Glocken angebracht. Die grössere der beiden von 1487 weist einen Durchmesser von 100 cm auf. Sie trägt die Inschrift: „O König der Herrlichkeit komm mit Frieden“. 
Die kleinere Glocke, gegossen 1707, hat einen Durchmesser von 81 cm. Auf ihr ist eingeschrieben: „Nicht Lärm, sondern Liebe tönet wohl in Gottes Ohren“ und „Zum Lob Gottes rufe ich das Volk, das sich zur Kirche sammeln soll 1707“. 
Eine dritte und zugleich kleinste Glocke befindet sich im Heimatmuseum Rosengarten in Grüsch und ist wohl im 13. Jahrhundert gefertigt worden.

### Friedhof
Der um die Kirche herum angelegte Friedhof zeichnet sich durch Epitaphe aus dem 17. Jahrhundert aus.

## Kirchliche Organisation
Die Evangelisch-reformierte Landeskirche Graubünden führt Fideris als eigenständige Kirchgemeinde.